# El Porvenir (Francisco Morazán)
El Porvenir – gmina (municipio) w środkowym Hondurasie, w departamencie Francisco Morazán. W 2010 roku zamieszkana była przez około 15,9 tys. mieszkańców. Siedzibą administracyjną jest miejscowość El Porvenir.

## Położenie
Gmina położona jest w północnej części departamentu. Graniczy z gminami:
- Marale i San José del Potrero od północy,
- Cedros i Vallecillo od południa,
- San Ignacio od wschodu,
- Esquías, Minas de Oro i San José del Potrero od zachodu.

## Miejscowości
Według Narodowego Instytutu Statystycznego Hondurasu na terenie gminy położone były następujące miejscowości:
- El Porvenir
- El Agua Caliente
- El Escanito
- El Guantillo
- El Pedernal
- El Terrero
- Guayabillas
- Pueblo Nuevo